# 블러드 온 더 선
블러드 온 더 선(Blood On The Sun)은 미국에서 제작된 프랭크 로이드 감독의 1945년 액션, 드라마, 전쟁, 스릴러, 멜로/로맨스 영화이다. 제임스 카그니 등이 주연으로 출연하였고 William Cagney 등이 제작에 참여하였다.

## 출연

### 주연
- 제임스 카그니
- 실비아 시드니

### 조연
- 포터 홀
- 존 에머리
- 로버트 암스트롱
- 월리스 포드
- 로즈메리 드캠프
- 존 핼로랜
- 레오나드 스트롱
- 제임스 벨
- 마빈 밀러
- 리스 윌리엄스
- 프랭크 푸글리아
- 필립 안
- 휴 보몬트
- 그레고리 가에
- 아서 로프트
- 이멧 보겐
- Charlie Wayne

## 제작진
- 미술: 위어드 이넨
- 의상: 마이클 울프